# Тетянівський тупик
Тетя́нівський тупи́к — зниклий тупик, що існував у Залізничному, нині Солом'янському районі Києва, місцевість Солом'янка. Пролягав від вулиці Гетьмана Павла Скоропадського (між основними коліями та північною гілкою).

## Історія
Виник у 1-й чверті XX століття (вперше зазначений на карті 1918 року, не підписаний). На карті 1943 року — Новолибідська вулиця. Офіційно ліквідований 1977 року. Як безіменний проїзд існує й донині.